# دياني بوند
دياني بوند (بالإنجليزية: Diane Bond)‏ هي ممثلة أمريكية، ولدت في 25 سبتمبر 1945 في لوس أنجلوس في الولايات المتحدة.

## وصلات خارجية
- دياني بوند على موقع IMDb (الإنجليزية)
- دياني بوند على موقع أول موفي (الإنجليزية)
- دياني بوند على موقع قاعدة بيانات الأفلام السويدية (السويدية)
- دياني بوند على موقع قاعدة بيانات الفيلم (الإنجليزية)
- دياني بوند على موقع كينوبويسك (الروسية)